# Sporting Club Schiltigheim
El Sporting Club Schiltigheim es un equipo de fútbol de Francia que juega en el Championnat National 3, quinta división de fútbol en el país.

## Historia
Fue fundado el 1 de marzo de 1914 en la localidad de Schiltigheim en la región de Alsace con el nombre Sports-Abteilung des Evangelischen Jugendbundes Schiltigheim, equipo de origen alemán cuando la región de Alsace pertenecía al Imperio Alemán. Un año más tarde cambia su nombre por el de FK Schiltigheim.
El club logra ganar el título regional en 1937, así como varios títulos a nivel menor en la década de los años 1930s, pero el ascenso deportivo del club fue frenada a causa de la Segunda Guerra Mundial, y como Alsace era uno de los territorios ocupados de Alemania Nazi participó dentro del sistema de Gauliga entre 1940 y 1944 como SC Schiltigheim, logrando el segundo lugar de la liga en la temporada 1940/41.
En 1945 cuando la región de Alsace volvió a ser de Francia se unió a la División de Honor de Alsace hasta que en 1993 gana el título de la liga y consigue el ascenso a la CFA 2, en donde permaneció hasta su descenso en 1997. Posteriormente elclub pasó entre las divisiones regionales hasta que en 2010 consigue el ascenso a la CFA 2 nuevamente; y en la temporada 2016/17 logra el ascenso a la CFA por primera vez en su historia.

## Palmarés
- Liga Regional de Alsace: 1

1937
- División de Honor de Alsace: 2

1993, 2010

## Jugadores

### Jugadores destacados
- Martin Djetou